# 梨の実の聖母
『梨の実の聖母』（なしのみのせいぼ、伊: Vergine della Pera、英: Madonna and Child with the Pear）は、ドイツのルネサンス期の巨匠、アルブレヒト・デューラーが1526年に板上の油彩で制作した絵画である。画家は生涯にわたって「聖母子」を描いたが、本作はドイツで起きた宗教改革のために聖母マリア像など宗教的主題の作品を描きがたい状況で、晩年の画家が制作した最後の聖母子である。作品は現在、フィレンツェにあるウフィツィ美術館に所蔵されている。

## 背景
デューラーの宗教画に最もしばしば取り上げられた主題は、聖母、特に聖母子である。このことは中世以降とりわけ強くなってきた聖母信仰を背景とし、画家個人の聖母への傾倒が加わった結果と考えられる。画家の聖母子を描いた油彩画は祭壇画を除いて、比較的小型の作品が約15点現存しており、そのうちの10点が聖母マリアと幼児イエスのみを描いた聖母子画である。その他に版画では約25作品、素描では約70作品の聖母子画が知られている。それらの制作時期は全生涯にわたっているが、油彩画、版画、素描とも1510年代に多い。版画の最後の作例は1520年であり、油彩画も1520年代には本作1点が知られるのみである。これは明らかに宗教改革の影響である。

## 解説
明らかに、本作は、神の母である聖母マリアとイエス・キリストの「受難」と復活を想起するための礼拝像である。しかし、マリアの持つ梨の実とイエスの持つ花の関連性は判明していない。
本作の聖母子は、デューラーが会うことはなかったものの、30年以上も前に私淑したマルティン・ショーンガウアーの聖母子の面影を反映している。ほっそりとした卵型の頭部、やや尖った顎、頭部にぴったりと添い、耳の後ろから肩に流れる髪の毛、伏せた目の周囲できれいな弧を描く眼窩、肉厚であはあるが小さく、ややすぼめたような唇、胸元を細めて、細長く見せた首を持つ聖母マリア。そして、目立って大きな額をした幼子イエス。こうした特徴のマリアとイエスは、ショーンガウアーの聖母子像に見られるもので、特にミュンヘンのアルテ・ピナコテークにあるショーンガウアーの『聖家族』に描かれている聖母子と非常に類似している。円熟したデューラーの筆触は、ショーンガウアーのミニアチュールのような筆触とは異なっており、かりにデューラーがショーンガウアーの作品を意識していなかったとしても、素朴な聖母子像のタイプに回帰したことは興味深い。

## 関連作品

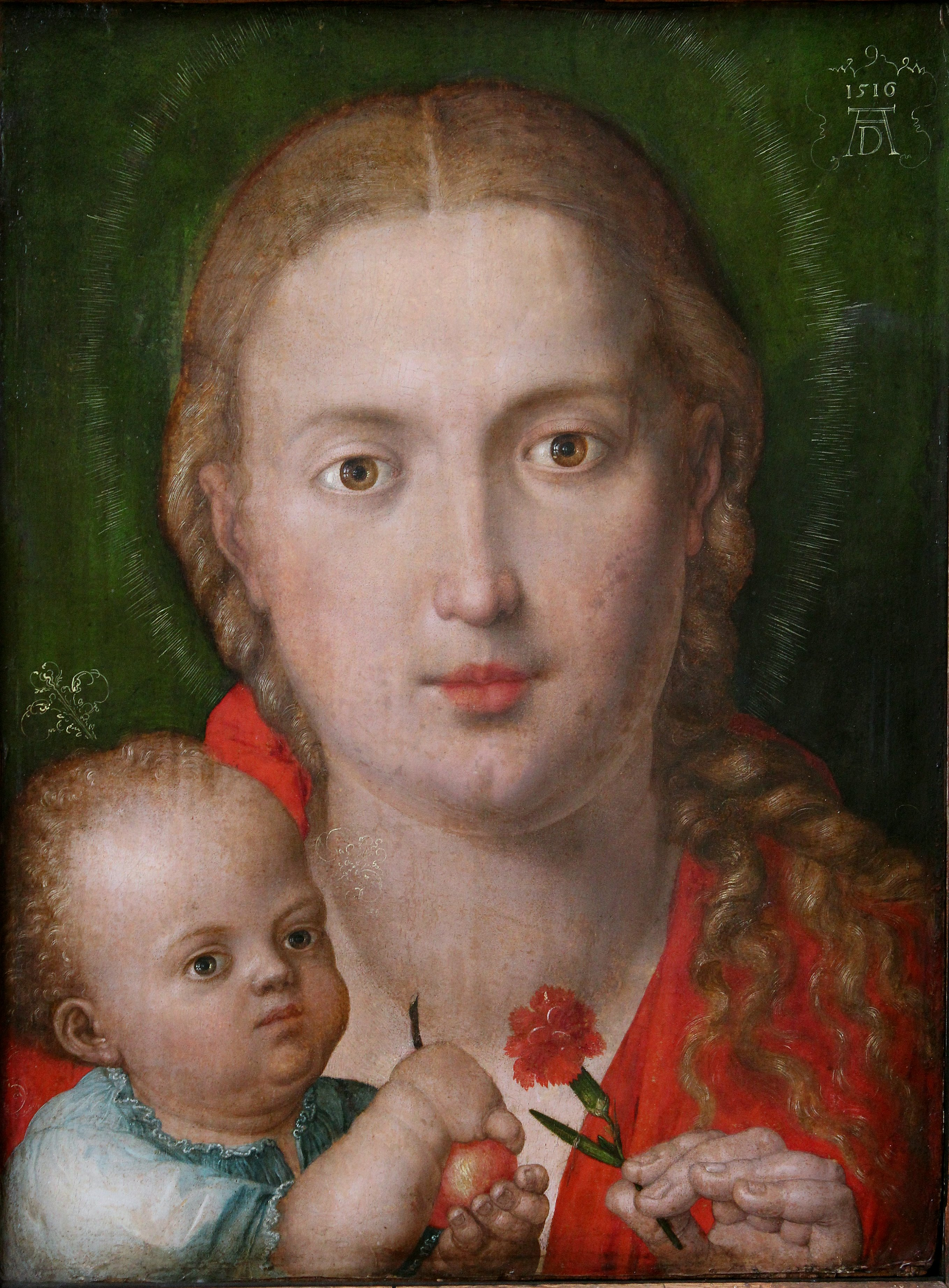
アルブレヒト・デューラー『カーネーションの聖母』(1516年以前) アルテ・ピナコテーク (ミュンヘン)
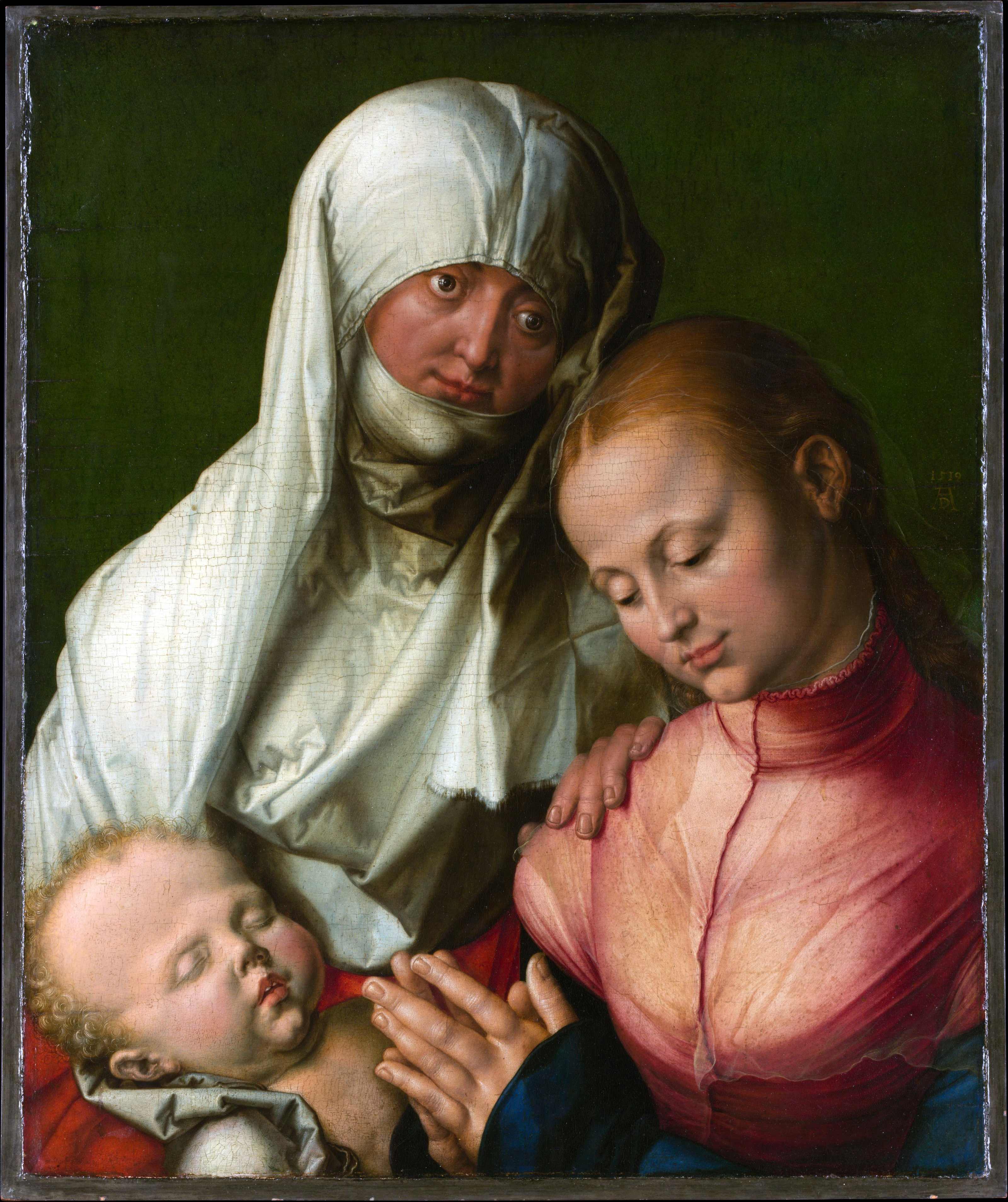
アルブレヒト・デューラー『聖アンナと聖母子』 (1519年) メトロポリタン美術館 (ニューヨーク)
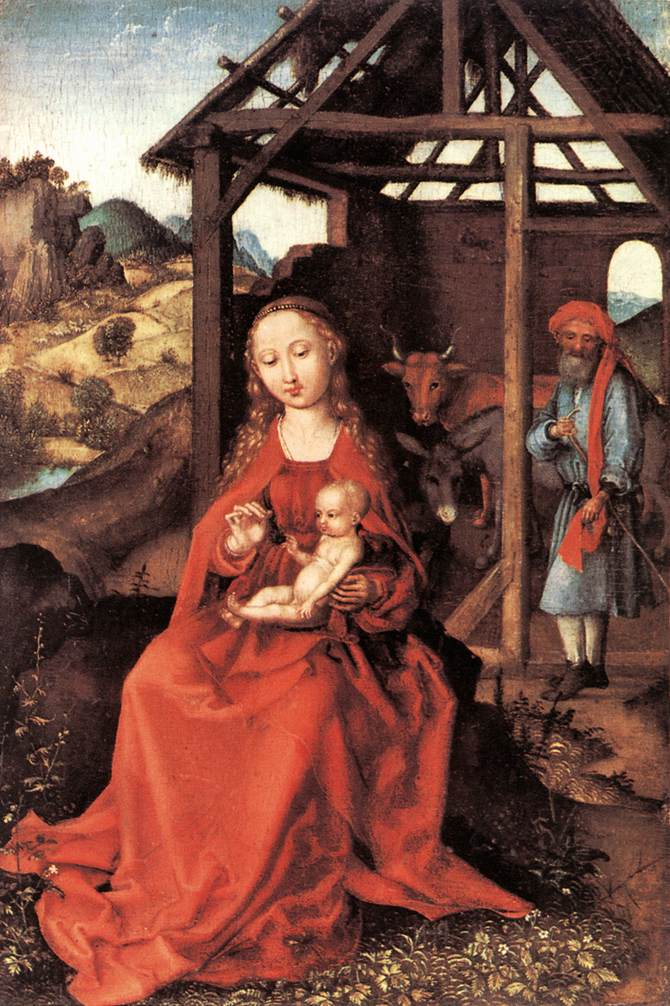
マルティン・ショーンガウアー『聖家族』(1475-1480年ごろ) アルテ・ピナコテーク (ミュンヘン)